# والابی خاکستری
والابی خاکستری (نام علمی: Macropus greyi) نام یک گونه منقرض‌شده از زیرسرده والابی است.